# Болховитинов, Виктор Николаевич
Виктор Николаевич Болховитинов (14 ноября 1912, Сасово, Рязанская губерния — 3 января 1980, Москва) — советский журналист, физик, инженер, автор биографий известных деятелей науки, публицист, в 1961—1980 годах главный редактор журнала «Наука и жизнь».

## Биография
Родился в селе Сасове Рязанской губернии в семье учителей. Его мать — Болховитинова Вера Антоновна, проработала в Сасовской школе № 106 на протяжении 45 лет, с момента открытия гимназии. Сам Виктор получал образование в этой школе. 
Литературную деятельность начал в подростковом возрасте, до окончания школы.
После окончания школы работал трактористом в близлежащем совхозе, электромонтёром, шахтёром. 
В 1931 году был участником встречи творческой молодёжи с Алексеем Максимовичем Горьким. 
Окончил физический факультет МГУ, работал на ряде московских предприятий в должности инженера, преподавал в школах и вузах Москвы, публиковался в столичных журналах. 
После Великой Отечественной войны работал в редакции популярного журнала «Техника — молодёжи». Болховитинов много выступал в жанре популяризации биографий великих учёных, деятелей культуры. Он являлся автором очерков о Менделееве, Циолковском, Ньютоне, Лобачевском, Горьком и Леонове, биографической книги о физике А.Г. Столетове, которая несколько раз переиздавалась в серии ЖЗЛ. Также он входил в состав редколлегии «Литературной газеты». Стихи Болховитинова публиковались до войны в заводских многотиражках. Вновь они появились в печати только после его смерти.
В 1956 году основал журнал «Юный техник», а в 1961 году постановлением ЦК КПСС был назначен главным редактором журнала «Наука и жизнь», которым руководил до самой своей смерти. В ходе его руководства журналом была полностью изменена редакционная политика, журнал стал весьма популярен. За это время тираж журнала достиг 3 000 000 экземпляров.
Член КПСС.
Похоронен на Донском кладбище . участок № 1.

### Семья
- Первая жена — Александра Лазаревна Ривина, дочь чекиста.
- Вторая жена — Евгения Николаевна Манучарова (1922—1993)-журналистка, научный обозреватель газеты «Известия» и  еженедельника "Неделя". Заслуженный работник культуры РСФСР (19.09.1985), в годы Великой Отечественной войны - участница партизанского движения.

## Награды и звания
- три ордена Трудового Красного знамени (в т.ч. 09.09.1971)[5][2]
- заслуженный работник культуры РСФСР (12.04.1974)[6][2]